# Lennart Iverus
Lennart Jan Gustaf Iverus, född 8 februari 1930 i Skara, död 2 maj 2012 i Hässelby församling i Stockholm, var en svensk målare och grafiker. Han var son till Gustaf Iverus och svåger till Åke Brandel och Bengt Edgren .
Iverus blev fil. kand. vid Stockholms högskola 1955 och studerade därefter vid Anders Beckmans reklamskola och vid Konsthögskolan i Stockholm 1957–1962, Atelier 17 och Atelier Friedländer i Paris samt vid Royal College of Art i London. Han medverkade i ett stort antal samlingsutställningar i de nordiska länderna, Frankrike, England och Tyskland. Bland annat deltog han i grafikbiennalerna i Ljubljana, Krakow och Catania samt på Kulturhuset och Konstakademien i Stockholm, Bronx Museum of the Arts i New York och på Grafikfestivalen vid Liljevalchs konsthall. Separat har han ställt ut i Stockholm, Göteborg, Lund, Malmö, Norrköping, Oslo, samt på Nordens hus i Reykjavik och i Torshamn. Tillsammans med Bengt Landin ställde han ut på Grafiska sällskapets galleri 1963. Han har tilldelats stipendium från franska staten, J. von Konows stipendium, Italienska statens stipendium, British Council och Statens arbetsstipendium. Han segrade vid Nationalmuseums utställning och tävling Unga tecknare 1960. Hans konst består av arkitekturmotiv huvudsakligen utförda som kopparstick och etsning. Han var högskoleadjunkt vid Institutionen för Färg och Form vid Konstfack i Stockholm 1975–1995. Som illustratör illustrerade han Hans Ylanders diktsamling Segla, tretton berättelser om segling i dikt och verklighet 1963. Iverus är representerad vid Moderna Museet, Gustav VI Adolfs samling, Göteborgs konstmuseum, Nationalmuseum, Helsingborgs museum, Kungliga biblioteket, Sörmlands museum, Malmö museum, Norrköpings konstmuseum, Eskilstuna konstmuseum och Västerås konstmuseum, Institut Tessin samt vid Nasjonalgalleriet i Oslo.